# Franciszek Ksawery Klimaszewski

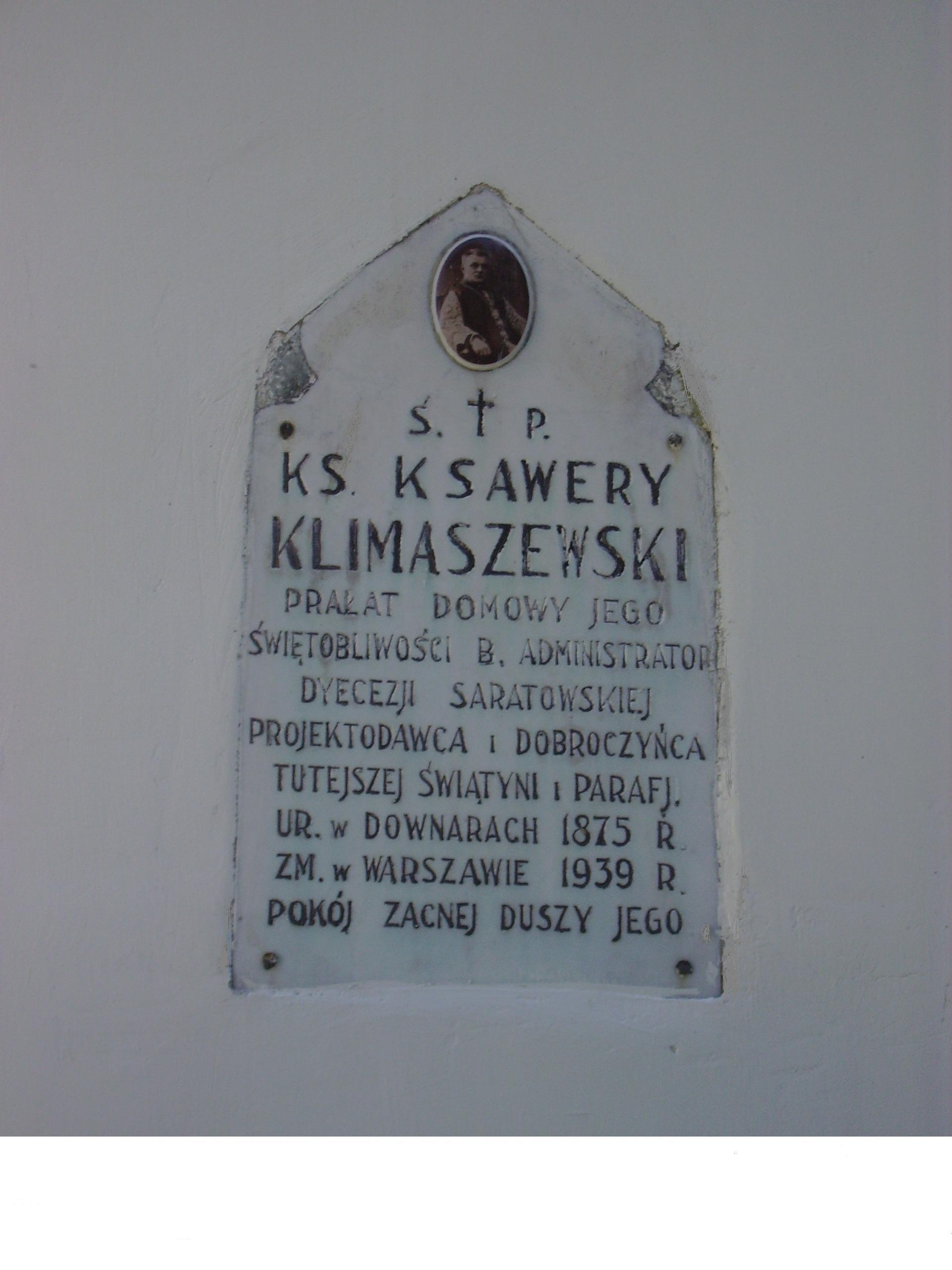
Downary-Plac tablica poświęcona ks. prał. K. Klimaszewskiemu

Franciszek Ksawery Klimaszewski (ur. 20 kwietnia 1875 w Downarach, zm. 1939 w Warszawie) – polski ksiądz rzymskokatolicki, administrator diecezji saratowskiej.

## Życiorys
Ukończył seminarium duchowne w Saratowie, a następnie kontynuował studia teologiczne w Rzymie. Po zakończeniu studiów otrzymał tytuł magistra teologii i egzaminatora prosynodalnego, powrócił do Saratowa i został kanonikiem. W latach 1913–1917 przebywał w Sankt Petersburgu, gdzie pełnił funkcję członka Rzymsko-Katolickiego Kolegium Kościelnego, pracował tam również jako katecheta. W 1917 powrócił do Saratowa, rok później biskup ordynariusz Diecezji Tyraspolskiej ks. Josef Alois Kessler opuszczając Saratów przed nacierającą Armią Czerwoną mianował Klimaszewskiego wikariuszem generalnym północnowschodniej części diecezji Tyraspolskiej. W latach 1919–1920 był wielokrotnie przesłuchiwany i więziony przez „Czeka”. Po prowokacji bolszewickiej posądzony o posiadanie broni został uwięziony w Moskwie, ale z braku dowodów został zwolniony z aresztu. Unikając prześladowców z „Czeka” ukrywał się w wioskach w okolicy Saratowa i katechizował miejscowe dzieci. W 1921 potajemnie powrócił do Saratowa i na swojego następcę jako wikariusza generalnego wyznaczył ks. Jakuba Fezera, a sam wrócił do Polski. Inicjator budowy kościoła i powstania parafii Matki Boskiej Anielskiej w Downarach. W latach 1921–1934 mieszkał w Łodzi, gdzie pracował jako katecheta. W 1935 przeszedł w stan spoczynku i przeprowadził się do Warszawy, gdzie w miejscowej archidiecezji pracował jako sędzia prosynodalny w arcybiskupim sądzie metropolitalnym. Pochowany na cmentarzu Bródnowskim w Warszawie (kwatera 25B-3-31).

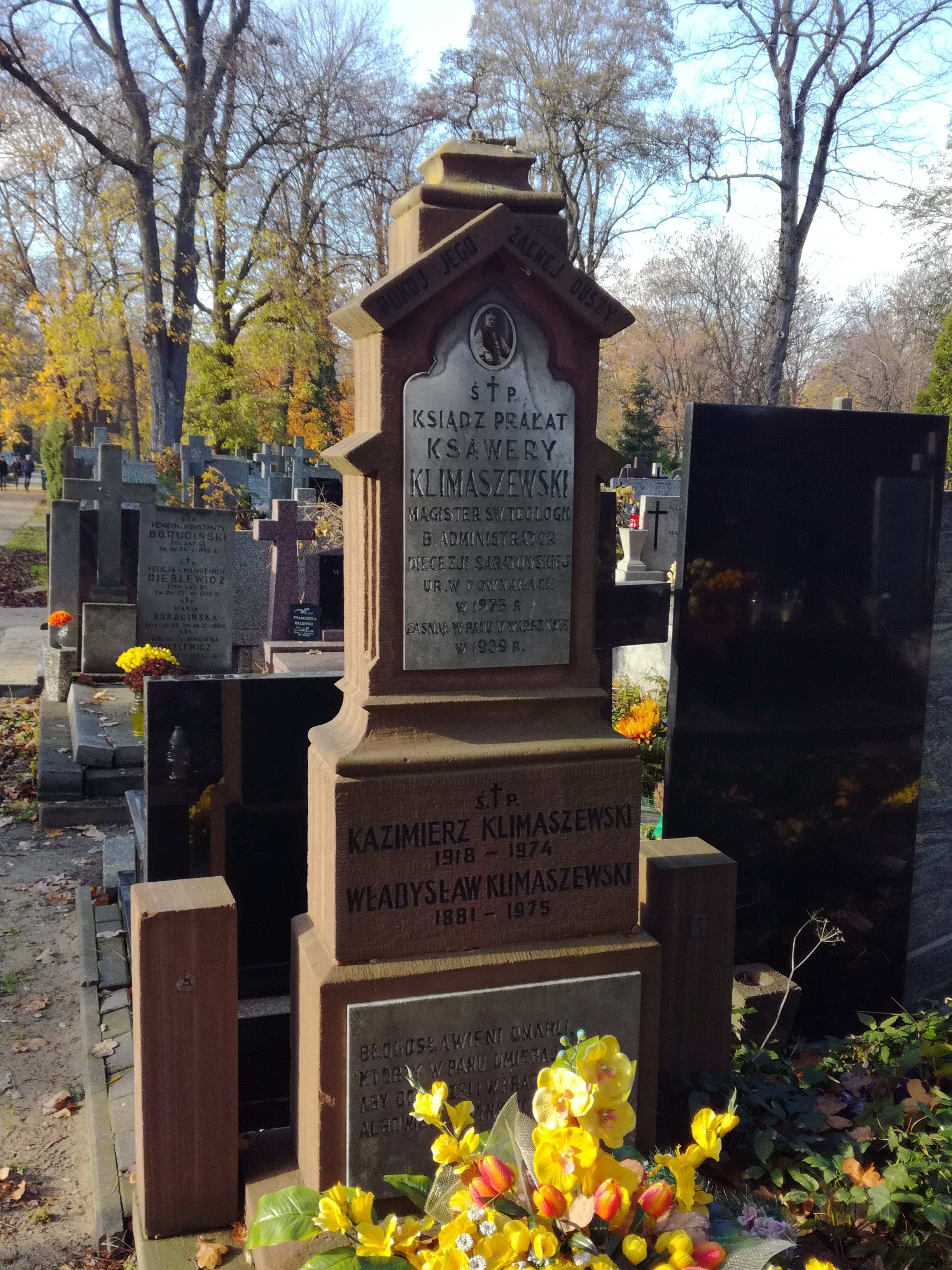
Grób ks. Franciszka K. Klimaszewskiego